# Platyrinchus platyrhynchos
El picoplano crestiblanco (Platyrinchus platyrhynchos), también denominado pico chato cabecigris (en Venezuela), picochato crestiblanco (en Ecuador), pico-de-pala canelo (en Colombia) o pico-chato de cresta blanca (en Perú), es una especie de ave paseriforme de la familia Tyrannidae, perteneciente al  género Platyrinchus. Es nativo de América del Sur, en la cuenca amazónica y en el escudo guayanés.

## Distribución y hábitat
Se distribuye desde el este y sur de Colombia, por el sur de Venezuela, Guyana, Surinam, Guayana Francesa, Amazonia brasileña, este de Ecuador, este de Perú, hasta el noroeste y noreste de Bolivia.
Esta especie es considerada rara y local en su hábitat natural: el sotobosque del bosque húmedo de terra firme y en bosques con suelos arenosos, por debajo de los 500 m de altitud.

## Descripción
En promedio mide 10,5 cm de longitud. La cabeza es gris con una pequeña mancha blanca sobre la corona; el dorso es castaño oscuro; la garganta es de color blanquecino y las partes inferiores son de color ocre profundo.

## Alimentación
Se alimenta principalmente de insectos, que atrapa en el envés de las hojas, generalmente a una altura del suelo entre tres y cinco metros.

## Sistemática

### Descripción original
La especie P. platyrhynchos fue descrita por primera vez por el naturalista alemán Johann Friedrich Gmelin en 1788 bajo el nombre científico Todus platyrhynchos; se desconoce la localidad tipo, y se sugiere: «Surinam».

### Etimología
El nombre genérico masculino «Platyrinchus» y el nombre de la especie «platyrhynchos» se componen de las palabras del griego «πλατυς platus»: ‘ancho’, y «ῥυγχος rhunkhos»: ‘pico’.

### Subespecies
Según las clasificaciones del Congreso Ornitológico Internacional (IOC)  y Clements Checklist/eBird v.2021 se reconocen cuatro subespecies, con su correspondiente distribución geográfica:
- Platyrinchus platyrhynchos platyrhynchos (Gmelin), 1788 – extremo este de Colombia hasta el sur de Venezuela, Las Guayanas y norte de Brasil.
- Platyrinchus platyrhynchos senex P.L. Sclater & Salvin, 1880 – este de Ecuador al este de Perú (Loreto), noroeste de Bolivia y extremo oeste de Brasil.
- Platyrinchus platyrhynchos nattereri Hartert & Hellmayr, 1902 – oeste de Brasil (río Purús hasta el río Madeira y río Ji-Paraná).
- Platyrinchus platyrhynchos amazonicus Berlepsch, 1912 – Amazonia brasileña (desde el río Tapajós al este hasta Pará.